# Wijdemeren
Wijdemeren  est une commune dans la province de la Hollande-Septentrionale. La superficie de la commune est de 77,00 km2. En 2005, sa population est de 23 237 habitants.
Elle est constituée des villes, villages et/ou districts de Ankeveen, Boomhoek, Breukeleveen, 's-Graveland, Kortenhoef, Muyeveld, Nederhorst den Berg, Nieuw-Loosdrecht, Oud-Loosdrecht et Overmeer.
La commune a été créée le 1er janvier 2002 par la fusion des anciennes communes de 's-Graveland, Nederhorst den Berg et Loosdrecht. L'ancienne commune de Loosdrecht faisait partie de la province de Utrecht. Il a fallu modifier les frontières des provinces de Hollande septentrionale et d'Utrecht.

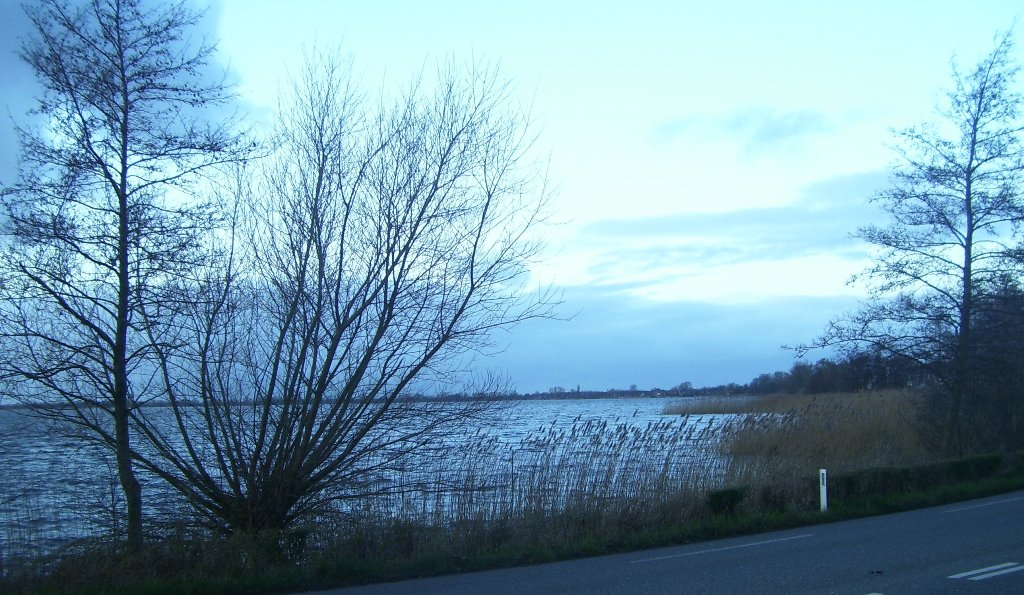
Le lac Vuntus